# 平均自由時間
平均自由時間（へいきんじゆうじかん、英: mean free time）とは、分子、伝導電子などが他の原子と衝突してから、次の衝突までに要する平均時間である。緩和時間とも言う。

## 電気伝導
導体または、半導体に電場をかけると、伝導電子、正孔が移動する。このとき、伝導電子（または、正孔）は導体（または、半導体）中の原子と衝突を繰り返しながら、伝導する。このとき、衝突から衝突までにかかる平均的な時間を表す値として平均自由時間が用いられる。平均自由時間は、オームの法則を導く上で不可欠な概念である。

### 定義
平均自由時間を実際に求めることは不可能に近い。そこで簡単なモデルを用いて平均自由時間を求める。ここではもっとも有名なモデルを挙げる。導体中に流れる伝導電子を考える。このとき、導体にかかる電場を E、伝導電子の有効質量を m*、電荷を q とおく。衝突直前の伝導電子の電場と平行な方向の速さを 2v とし、伝導電子は衝突により速さが 0 となると仮定する。衝突から衝突までにかかる平均時間を 2τ とすると、運動方程式を変形して
{\displaystyle 2v=-2\tau {\frac {qE}{m^{*}}}}
よって、伝導電子の速さの平均を v とすると
{\displaystyle v=-\tau {\frac {qE}{m^{*}}}}
となる。この τ が平均自由時間である。